# Viktor Faïzouline
Viktor Igorevitch Faïzouline (en russe : Виктор Игоревич Файзулин) est un ancien footballeur russe né le 22 avril 1986 à Nakhodka (kraï du Primorie). Il a notamment évolué au poste de milieu de terrain au Zénith Saint-Pétersbourg pendant dix années entre 2008 et 2018.

## Carrière

### Débuts
Viktor Faïzouline commence sa carrière en seconde division russe au FK Okean Nakhodka, puis est transféré au SKA-Energiya Khabarovsk. Il fait ses débuts en première division avec le Spartak Nalchik en 2007.

### Zénith
Faïzouline rejoint le Zénith Saint-Pétersbourg en décembre 2007. Il remporte la Supercoupe de Russie puis la Coupe UEFA 2007-2008 avec le Zénith,.

### Russie
Faïzouline est appelé en équipe de Russie olympique en 2006, il rejoint la sélection Espoirs en 2007.
Il réalise ses débuts en équipe nationale juste après l'Euro 2012 pendant l'été. Avec son entraîneur Fabio Capello, ses débuts sont brillants. Comme avec le Zénith qui remportait la Coupe UEFA, la Russie a réalisé un début de parcours parfait. En parallèle avec la reconstruction d'une équipe russe en crise après une élimination précoce de l'Euro 2012, il inscrit deux buts lors des deux premières victoires de la sélection contre l'Irlande du Nord (2-0) et Israël (4-0) avant de réaliser l'interception qui aboutira sur un but contre le Portugal, donnant ainsi une victoire très importante à la Russie (1-0). Il s'illustre également lors d'un match amical contre le Brésil en tant que tireur. Après plusieurs tirs ratés, il marque à la 73e minute avant que le Brésil n'égalise en toute fin de match privant la sélection d'une victoire de prestige contre l'un des principaux favoris de la future Coupe du monde (1-1).

## Statistiques
| Saison                | Club                     | Championnat           | Championnat | Championnat | Coupe(s) nationale(s) | Coupe(s) nationale(s) | Compétition(s) continentale(s) | Compétition(s) continentale(s) | Compétition(s) continentale(s) | Total | Total |
| Saison                | Club                     | Division              | M.          | B.          | M.                    | B.                    | Comp.                          | M.                             | B.                             | M.    | B.    |
| 2004                  | Okean Nakhodka           | D3                    | 9           | 0           | 2                     | 0                     | -                              | -                              | -                              | 11    | 0     |
| Sous-total            | Sous-total               | Sous-total            | 9           | 0           | 2                     | 0                     | -                              | -                              | -                              | 11    | 0     |
| 2004                  | SKA-Khabarovsk           | D2                    | 17          | 6           | 2                     | 0                     | -                              | -                              | -                              | 19    | 6     |
| 2005                  | SKA-Khabarovsk           | D2                    | 14          | 1           | 1                     | 0                     | -                              | -                              | -                              | 15    | 1     |
| 2006                  | SKA-Khabarovsk           | D2                    | 20          | 1           | 1                     | 0                     | -                              | -                              | -                              | 21    | 1     |
| Sous-total            | Sous-total               | Sous-total            | 51          | 8           | 4                     | 0                     | -                              | -                              | -                              | 55    | 8     |
| 2007                  | Spartak Naltchik         | D1                    | 28          | 3           | -                     | -                     | -                              | -                              | -                              | 28    | 3     |
| Sous-total            | Sous-total               | Sous-total            | 28          | 3           | -                     | -                     | -                              | -                              | -                              | 28    | 3     |
| 2008                  | Zénith Saint-Pétersbourg | D1                    | 24          | 6           | 2                     | 0                     | C3+C1                          | 9+2                            | 1+0                            | 37    | 7     |
| 2009                  | Zénith Saint-Pétersbourg | D1                    | 16          | 0           | 2                     | 0                     | C3                             | 4                              | 1                              | 22    | 1     |
| 2010                  | Zénith Saint-Pétersbourg | D1                    | 14          | 2           | 3                     | 0                     | C1+C3                          | 2+3                            | 0                              | 22    | 2     |
| 2011-2012             | Zénith Saint-Pétersbourg | D1                    | 34          | 4           | 2                     | 1                     | C3+C1                          | 2+8                            | 0+1                            | 46    | 6     |
| 2012-2013             | Zénith Saint-Pétersbourg | D1                    | 24          | 6           | 5                     | 0                     | C1+C3                          | 4+4                            | 1+0                            | 37    | 7     |
| 2013-2014             | Zénith Saint-Pétersbourg | D1                    | 26          | 3           | 1                     | 0                     | C1                             | 9                              | 0                              | 36    | 3     |
| 2014-2015             | Zénith Saint-Pétersbourg | D1                    | 14          | 0           | 1                     | 0                     | C1                             | 8                              | 0                              | 23    | 0     |
| 2015-2016             | Zénith Saint-Pétersbourg | D1                    | 5           | 0           | -                     | -                     | C1                             | 1                              | 0                              | 6     | 0     |
| 2016-2017             | Zénith Saint-Pétersbourg | D1                    | -           | -           | -                     | -                     | -                              | -                              | -                              | 0     | 0     |
| 2017-2018             | Zénith Saint-Pétersbourg | D1                    | -           | -           | -                     | -                     | -                              | -                              | -                              | 0     | 0     |
| Sous-total            | Sous-total               | Sous-total            | 157         | 21          | 16                    | 1                     | -                              | 56                             | 4                              | 229   | 26    |
| Total sur la carrière | Total sur la carrière    | Total sur la carrière | 245         | 32          | 22                    | 1                     | -                              | 56                             | 4                              | 323   | 37    |

## Palmarès
Zénith Saint-Pétersbourg
- Vainqueur de la Coupe UEFA en 2008.
- Champion de Russie en 2010, 2012 et 2015.
- Vainqueur de la Coupe de Russie en 2010.
- Vainqueur de la Supercoupe de Russie en 2008 et 2013.